# Skjutshåll
Ett skjutshåll betecknade avståndet mellan två gästgiverigårdar eller skjutsstationer. Uttrycket förekom även som benämning på en skjutsstation.